# Tipula leda
Tipula leda är en tvåvingeart som beskrevs av Mannheims 1965. Tipula leda ingår i släktet Tipula och familjen storharkrankar. Inga underarter finns listade i Catalogue of Life.